# Ralf Paul

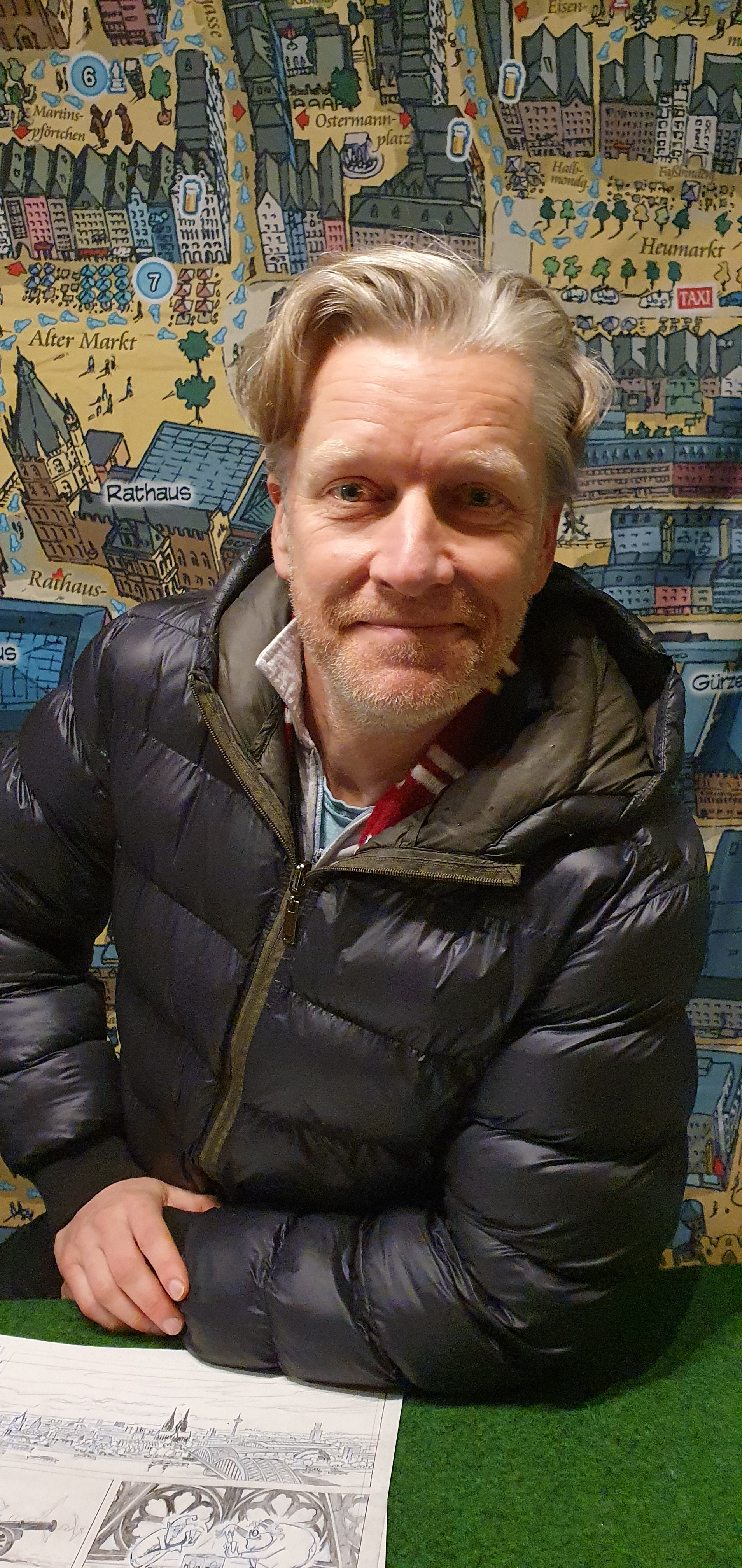
Ralf Paul, Köln 2022

Ralf Paul (* 1971) ist ein deutscher Comiczeichner, Spieleautor und Illustrator.

## Werdegang
Paul lebt in Kerpen bei Köln und gründete 1995 zusammen mit seinem Bruder Guido (1969–2015), seiner Schwester Marion und dem Comicautor Thorsten Felden die Ideenschmiede Paul & Paul, eine international tätige Agentur für Illustratoren.
Bekannt wurde er bundesweit wie auch international durch seine erstmals 1997 erschienene Fantasycomicreihe Helden und die Fortsetzung Dorn, an der Paul immer noch arbeitet und die im Superheldengenre anzusiedeln ist. Eine englische Übersetzung des Projekts wurde 2001 unter dem Label Caption Comics in den Vereinigten Staaten veröffentlicht.
2007 erschien zudem der zusammen mit Comicautor Martin Cordemann produzierte Comicband Rudi & Leo – Die DomSpitzen: Willkommen in Köln! über zwei Domgeister, die auf heitere Weise die Geschichte Kölns erzählen. 2022 erschien der zweite Band der Reihe: "Rudi & Leo – Die DomSpitzen: Napoleon, Karneval und Kölle.
Im Jahr 2008  veröffentlichten beide den Comicband Bruder Thadeus – Das Münchner Kindl, in dem auf ähnliche Weise die Geschichte Münchens verarbeitet wird.
Neben zahlreichen weiteren Comicprojekten, die in Eigenregie oder als Auftragsarbeiten für diverse Unternehmen entstanden, beschäftigt sich Paul mit Storyboards für Filmproduktionen sowie Charakter- und Produktionsdesign. Über dies ist er gemeinsam mit seinem verstorbenen Bruder Erfinder des Gesellschaftsspiels Kicket.